# Rashi

Rabbi Salomon Ben Isacc, mer känd som Rashi, född 22 februari 1040 i Troyes, död 13 juli 1105, var en fransk rabbi, Jeshivagrundare och Torah- och Talmudkommentator.
Han föddes i staden Troyes i norra Frankrike . Det var i hemstaden han började sina studier för att senare resa runt omkring i Europa och studera under de främst lärda i Europa. Efter sina studier återvände Rashi till Troyes, där grundlade han en Jeshiva som senare kom att bli ett centrum för halakhastudier. Förutom att ha instiftat en Jeshiva är Rashi känd som en mycket hyllad Tora- och Talmudkommentator. Hans kommentarer omfattar alla Tora och Talmuddelar, det som har gjort att hans kommentarer är mycket omtyckta är att de är mycket omfattande, tydliga, precisa och de understryker texternas innehåll och mening efter en bokstavlig tolkning. 
Ett tecken på hur viktiga hans kommentarer är, kan ses i att hans kommentarer till Toran är den första tryckta boken på det hebreiska språket, detta skedde år 1475 i den italienska staden Reggio di Calabria. Skrifttypen som användes vid tryckningen har sedan dess gått under namnet Rashiskrift. Även den första utgåvan av Talmud som trycktes hade Rashis kommentarer med, kommentarerna fanns i marginalen. Denna version trycktes under åren 1520 till 1523 av Daniel Bomberg i Venedig. Alla fullständiga utgåvor av den babyloniska Talmud har fortfarande till våra dagar Rashis kommentarer på samma sätt i marginalen. Redan under sina levnadsår vann Rashi anseende, hans visdom och intryck på sin omgivning gjorde att Frankrike blev Europas centrum för studiet av Tora. Rashi lämnade inte efter sig några söner som tog upp där han slutade vid sin död 1105, dock förde hans svärsöner och barnbarn hans tradition vidare.